# فشافيش
فشافيش هو مسلسل كرتوني عراقي اجتماعي مخصص للكبار، من تأليف وإخراج مهند أبو خمرة. يُركز المسلسل على تقديم قصص كوميدية ومغامرات مشوقة تعكس جوانب من حياة الطبقة المتوسطة والبسيطة في المجتمع العراقي، وذلك بأسلوب ساخر وباللهجة العراقية.
القصة والشخصيات
تدور أحداث المسلسل حول عائلتين رئيسيتين:
1.عائلة العتاكة: الطبقه المتوسطه
•العتاك الملقب بـ”عتوكي”.
•والدته خاچية.
•والده مزيعل.
2.عائلة شناوة:
•شلش.
•شقيقه دهش.
•والدتهما طشارة.
إلى جانب العائلتين، تظهر شخصيات أخرى مثل:
•دعبول.
•علولي.
•السليت

## القصة
تتناول أحداث المسلسل المفارقات الساخرة التي تحصل للمجتمع العراقي في الأحياء البسيطة والفقيرة، والتي تنتشر فيها البطالة وقلة التعليم، حيث يتناول قصة أحد أحياء بغداد الفقيرة والذي يسمى "حي التنك" وهو مكان ليس له وجود بالواقع.
تم عرض المسلسل في 17 مايو 2018 على قناة الشرقية، و قد نال شهرة واسعة لاحتوائه على كم هائل من الكوميديا والإبداع.

## الشخصيات
"الفشافيش" هي التسمية التي أطلقت على مجموعة من الأصدقاء الذين ينقسمون إلى عائلتين يتنافسون ويتصارعون مع بعضهم البعض، ولكن الصراعات دائمًا ما تبوء بالفشل، فيتحدون مع بعضهم لمواجهة الخطر، يمتازون أغبياء وأذكياء في نفس الوقت، ويمتازون كذلك بالشجاعة فهم دائمًا ما ينصرون الضعيف.
"عتوكي" تاجر يبيع ويشتري الأغراض العتيقة وهو شاب أعزب جميع علاقاته السابقة باءت بالفشل، يحتسي الخمر ليلًا مع أصدقائه في بعض الأحيان ويدخنون الشيشة، "سليت" هو صديق "عتوكي" وهو بائع طيور أو كما يسمى باللهجة العراقية "مطيرچي"، وهو موهوب بالغباء ودائماً ما يستخدم كلمات ليست في محلها وليست في وقتها المناسب هو شجاع جداً ويحب أصدقائه كثيراً، "علولي" هو شاب بدين يعشق الأكل كثيراً لديه حس دعابه ومرح وهو ينافس أصدقائه بالغباء، "شلش" شاب ذكي مثقف قرأ الكثير من الكتب ترك خطيبته لأسباب عائلية، وأما "دعبل" هو صديق "شلش"، شخص غبي جدًا غير متعلم. "دهش" هو الأخ الأكبر "لشلش"، الذي يعتبر نفسه المسؤول المباشر عن الأسرة وقراراته دائمًا ما تكون على خطأ، "طشارة" أرملة عجوز وهي أم "شلش" و"دهش" مع تاريخ من الأسرار والمفاجآت التي دائمًا ما تفاجئ الجميع بلغز خطير، وهي تعتبر واحدة من أعظم السحرة، ولكن لديها قلب طيب يحب الخير للجميع.

## الإنتاج

### التطوير
قرر المخرج مهند أبو خمرة أن يجمع مسلسلين مع بعض في مسلسل واحد يدعى الفشافيش، وأيضاً أدخل تحديثات على رسم الشخصيات لكي تكون بشكل ثلاثي الأبعاد، وأيضاً استعمل برامج ثلاثية الابعاد لتصميم الخلفيات الخاصة بالمسلسل لكي تعطي إحساسًا رائعًا ومريحًا لعين المشاهد.

## قائمة الحلقات

### الموسم الأول
| رقم الحلقة | العنوان              | تاريخ العرض  | الضيوف         |
| ---------- | -------------------- | ------------ | -------------- |
| 1          | طنطل بغداد           | 17 مايو 2018 |                |
| 2          | الانتخابات           | 18 مايو 2018 |                |
| 3          | مساج النهاية السعيدة | 19 مايو 2018 |                |
| 4          | ام السحورة           | 20 مايو 2018 |                |
| 5          | سوسن نفخ             | 21 مايو 2018 |                |
| 6          | الحرب العشائرية      | 22 مايو 2018 |                |
| 7          | حفلة تخرج            | 23 مايو 2018 |                |
| 8          | الاختفاء الكبير      | 24 مايو 2018 |                |
| 9          | عودة جد السليت       | 25 مايو 2018 | زهير محمد رشيد |
| 10         | شكر مغشوش            | 26 مايو 2018 |                |
| 11         | ريك جده لمورتي       | 27 مايو 2018 | زهير محمد رشيد |
| 12         | اختطاف محمد السالم   | 28 مايو 2018 | محمد السالم    |
| 13         | الفزعة الزينة        | 29 مايو 2018 |                |

## انظر ايضأ
- دار دور
- العتاك

## وصلات خارجية
- Fashafeesh YouTube channel